# 卡拉普薩山
14°53′14″S 69°6′54″W / 14.88722°S 69.11500°W
卡拉普薩山（Qala Phusa），是玻利維亞的山峰，位於該國西部拉巴斯省的弗朗茨塔馬約省，處於瓦拉查山西南面和哈查瓦拉查山東南面，屬於安第斯山脈中阿波洛班巴山脈的一部分，海拔高度5,465米。